# Corte Suprema de Ucrania

Palacio de la Corte Suprema de Ucrania

La Corte Suprema de Ucrania (ucraniano: Верховний Суд України, Verkhovny Sud Ukrayiny) es el cuerpo judicial más alto en el sistema de cortes de jurisdicción general en Ucrania.
Las derivas de la Corte son autoridad de la Constitución de Ucrania, pero gran parte de esta estructura está contorneada en legislación.

## Estructura
La Corte consiste de varios compartimientos judiciales (criminales, civiles, administrativos, y casos de arbitraje). Un panel separado de casos militares considerados.
Citas a la Corte son hechas por el parlamento y no tienen tiempo de límite para ser arregladas, ni hay un número arreglado de citas permitidas.
La cabeza de la Corte Suprema es elegida en una oficina y despedida por la Asamblea Plenaria de la Corte por una balota secreta.

## Historia
La corte fue originalmente establecida el 11 de marzo de 1923.

## Códigos
Gobierno de Ucrania - descripción de la corte